# Gunungsari (Jatisrono)
Gunungsari is een bestuurslaag in het regentschap Wonogiri van de provincie Midden-Java, Indonesië. Gunungsari telt 4747 inwoners (volkstelling 2010).